# Netelia whymperi
Netelia whymperi är en stekelart som först beskrevs av Cameron 1903.  Netelia whymperi ingår i släktet Netelia och familjen brokparasitsteklar. Inga underarter finns listade i Catalogue of Life.